# Mesochorus curvicauda
Mesochorus curvicauda là một loài tò vò trong họ Ichneumonidae.